# TJ Spartak Příbram
TJ Spartak Příbram (celým názvem: Tělovýchovná jednota Spartak Příbram) je český klub ledního hokeje, který sídlí v Příbrami ve Středočeském kraji. V roce 2004 došlo k přeregistrování hokejové klubu z Obecnice pod hlavičku Spartaku Příbram. Od sezóny 2010/11 působí ve Středočeské krajské soutěži, páté české nejvyšší soutěži ledního hokeje.
Své domácí zápasy odehrává na zimním stadionu Příbram s kapacitou 5 700 diváků.

## Přehled ligové účasti
Stručný přehled
Zdroj: 
- 2003–2004: Středočeská krajská soutěž (5. ligová úroveň v České republice)
- 2004–2005: Středočeská krajská soutěž – sk. A (5. ligová úroveň v České republice)
- 2005–2017: Středočeská krajská soutěž (5. ligová úroveň v České republice)
- 2017– : Středočeská krajská soutěž – sk. Jih (5. ligová úroveň v České republice)

Jednotlivé ročníky
Zdroj: 
Legenda: ZČ - základní část, červené podbarvení - sestup, zelené podbarvení - postup, fialové podbarvení - reorganizace, změna skupiny či soutěže
| Česko (2003 – ) |                                      |           |          |                                       |                                         |
| Sezóny          | Soutěž                               | Úroveň    | ZČ       | Play-off, nadstavba, sk. o udržení... | Poznámky                                |
| 2003/04         | Středočeská krajská soutěž           | 5. úroveň | 1. místo |                                       | Reorganizace; prodej licence do Mělníka |
| 2004/05         | Středočeská krajská soutěž – sk. A   | 5. úroveň | 2. místo | Finálová skupina (4. místo)           | Reorganizace                            |
| 2005/06         | Středočeská krajská soutěž           | 5. úroveň | 2. místo |                                       |                                         |
| 2006/07         | Středočeská krajská soutěž           | 5. úroveň | 2. místo |                                       |                                         |
| 2007/08         | Středočeská krajská soutěž           | 5. úroveň | 2. místo |                                       |                                         |
| 2008/09         | Středočeská krajská soutěž           | 5. úroveň | 2. místo |                                       |                                         |
| 2009/10         | Středočeská krajská soutěž           | 5. úroveň | 2. místo |                                       |                                         |
| 2010/11         | Středočeská krajská soutěž           | 5. úroveň | 1. místo |                                       |                                         |
| 2011/12         | Středočeská krajská soutěž           | 5. úroveň | 4. místo |                                       |                                         |
| 2012/13         | Středočeská krajská soutěž           | 5. úroveň | 3. místo | Finálová skupina (4. místo)           |                                         |
| 2013/14         | Středočeská krajská soutěž           | 5. úroveň | 6. místo |                                       |                                         |
| 2014/15         | Středočeská krajská soutěž           | 5. úroveň | 5. místo |                                       |                                         |
| 2015/16         | Středočeská krajská soutěž           | 5. úroveň | 7. místo |                                       |                                         |
| 2016/17         | Středočeská krajská soutěž           | 5. úroveň | 8. místo |                                       | Reorganizace                            |
| 2017/18         | Středočeská krajská soutěž – sk. Jih | 5. úroveň | 4. místo |                                       |                                         |
| 2018/19         | Středočeská krajská soutěž – sk. Jih | 5. úroveň | 5. místo |                                       |                                         |
| 2019/20         | Středočeská krajská soutěž – sk. Jih | 5. úroveň |          |                                       |                                         |